# Drosophila ichinosei
Drosophila ichinosei är en tvåvingeart som beskrevs av Zhang och Masanori Joseph Toda 1995. Drosophila ichinosei ingår i släktet Drosophila och familjen daggflugor.
Artens utbredningsområde är Filippinerna.